# Andamanische Sprachen

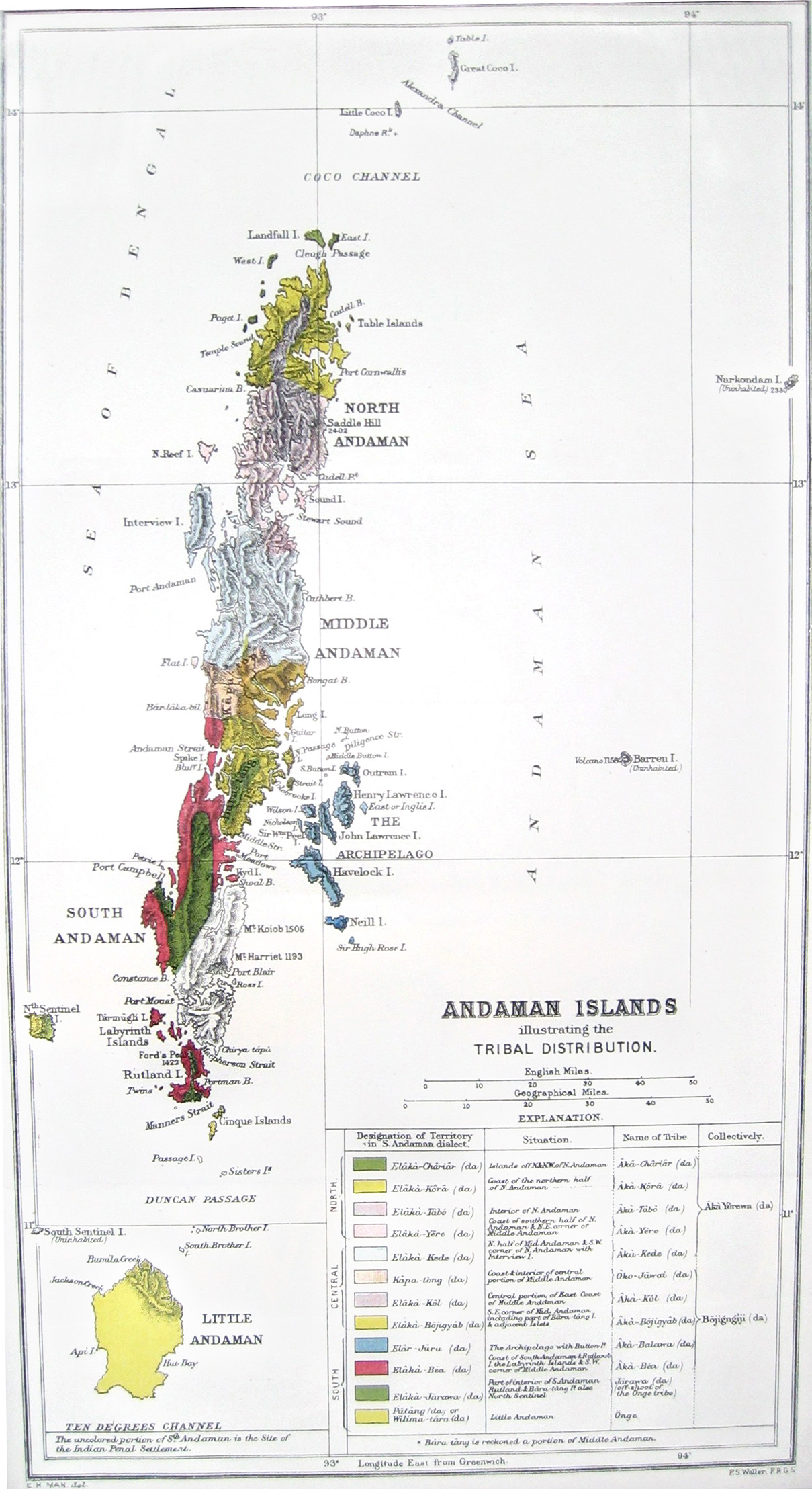
Karte mit Völkern und Sprachen

Die andamanischen Sprachen sind die Sprachen, die von den Andamanern, der Urbevölkerung der Andamanen-Inseln, gesprochen werden. Diese Sprachen gehören zu der ältesten Sprachschicht Südasiens und sind nach heutiger Einschätzung mit keiner anderen Sprachgruppe verwandt.
Allerdings gab es einen Versuch von Joseph Greenberg, sie mit den Papuasprachen und den ausgestorbenen tasmanischen Sprachen zu einer Makrofamilie „Indopazifisch“ zusammenzufassen. Diese Hypothese wird heute von fast allen Sprachwissenschaftlern abgelehnt.

## Klassifikation
13 andamanische Sprachen sind bekannt geworden, von denen allerdings neun seit der Kolonisierung ausgestorben sind. Die restlichen vier werden von nur noch etwa 500 Andamesen gesprochen.
Die andamanischen Sprachen werden in der Literatur in der Regel als eine genetische Einheit dargestellt (z. B. van Driem 2001, Lynch 1998). Jedoch sind die Belege für die genetische Verwandtschaft der groß- und kleinandamanischen Sprachen äußerst dürftig, wenn überhaupt vorhanden. Es könnte sich also auch um zwei getrennte Sprachfamilien handeln, so Anvita Abbi (2006).
Die nah verwandten großandamanischen Sprachen durchliefen einen Konvergenzprozess, der letztlich auf eine einzige, gemeinsame „gemischte“ Sprache Großandamanisch hingeführt hat, deren Aussterben allerdings auch schon bald bevorsteht. Die Verwandtschaft des Jarawa und Onge ist zweifelsfrei nachgewiesen, wenn auch die Trennung der beiden Sprachen schon vor langer Zeit erfolgt ist. Die Zuordnung des Sentinel(esischen) zum Kleinandamanischen ist bisher nur aus arealen Gründen erfolgt. Es gibt keine Untersuchungen der sentinelesischen Sprache, da ein friedlicher Kontakt zu den Sentinelesen bisher nicht möglich war.
Andamanisch 13 Sprachen, davon 9 ausgestorben, zusammen 450 Sprecher
- Großandamanisch
  - Nord
    - Aka-Bo † (2010 ausgestorben), Aka-Jeru †, Aka-Kora †, Aka-Cari †

  - Süd
    - A-Pucikwar (8–10 Sprecher, ethnisch 50), Aka-Kede †, Aka-Kol †, Oko-Juwoi †, Aka-Bale †, Aka-Bea †
- Kleinandamanisch
  - Jarawa (250), Onge (Önge) (100), Sentinel (100) (Zuordnung unsicher)

Nach neueren Pressemitteilungen ist die letzte Sprecherin der Aka-Bo-Sprache und damit des Nord-Großandamanischen, Boa Senior, 2010 im Alter von etwa 85 Jahren gestorben. Die Sprecherzahlen stammen aus Abbi 2006.